# Entedon magnus
Entedon magnus är en stekelart som beskrevs av Crawford 1915. Entedon magnus ingår i släktet Entedon och familjen finglanssteklar.
Artens utbredningsområde är Filippinerna. Inga underarter finns listade i Catalogue of Life.